# Une sombre prophétie
Une sombre prophétie (titre original : The Darkest Hour) est un roman d'Erin Hunter paru en 2004, le sixième tome de la série La Guerre des clans.

## Résumé
Cœur de Feu est bouleversé par la mort d'Étoile Bleue, morte noyée, il devient alors le meneur du clan. Il se rend à la Pierre de Lune avec Museau Cendré et reçoit ses 9 vies : la première est donnée par Cœur de Lion, un de ses anciens mentors. Il lui donne la vie du courage. Plume Rousse, l'ancien lieutenant d'Étoile Bleue, lui donne la justice. Rivière d'Argent, la compagne de Plume Grise du Clan de la rivière, morte en donnant naissance à ses petits, lui donne la loyauté. Sa quatrième vie est celle de l'énergie infinie, elle est donnée par Vif-Argent, un ancien guerrier du Clan du Tonnerre. Plume Blanche, la mère adoptive de Flocon de Neige, lui offre la bienveillance. Nuage Agile, l'apprenti massacré par les chiens, lui donne le bon sens. Chacune de ses vies est une horrible souffrance pour Cœur de Feu qui accueille avec peine ses trois dernières vies : la première vient de Croc Jaune, sa chère vieille guérisseuse, qui lui donne la compassion. Sa chère et belle Petite Feuille lui donne l'amour. Sa neuvième et dernière vie est donnée par Étoile Bleue. Sa chef lui donne la noblesse, la certitude et la foi. Il reçoit alors son nouveau nom de chef : Étoile de Feu. Mais le rituel est interrompu quand Étoile Bleue lui annonce une prophétie à glacer le sang : Quatre deviendront Deux, Lion et Tigre s'affronteront au combat et le sang régnera sur la forêt. Rentré au camp, Étoile de Feu nomme Tornade Blanche lieutenant.
À l'assemblée se passe quelque chose sans précédent : Étoile du Tigre propose une alliance aux Clans pour qu'ils n'en fassent plus qu'un seul : le Clan du Tigre. Le Clan de la Rivière accepte mais Étoile de Feu et Étoile Filante refusent. Plume Grise convainc Étoile de Feu d'aller vérifier si ses petits, Nuage d'Orage et Nuage de Plume, vont bien au Clan de la Rivière. Accompagnés de Nuage de Jais, ils vont au camp de la Rivière. Là ils découvrent quelque chose d'horrible : Étoile du Tigre en train d'exécuter Nuage d'Orage, Nuage de Plume et Pelage de Silex. En effet Étoile du Tigre les accusent ainsi que Patte de Brume de ne pas être loyaux. Patte Noire et Éclair Noir tuent alors Pelage de Silex qui s'est sacrifié pour les apprentis. Les trois compagnons récupèrent alors les prisonniers et ceux-ci rejoignent le Clan du Tonnerre. Étoile de Feu reçoit alors un appel du Clan du Vent : il s'est fait attaquer par le Clan du Tigre ! Le Clan du Tonnerre vient les aider mais c'est trop tard : le Clan du Vent s'est fait battre et Nuage d'Ajoncs, un ami d'Étoile de Feu, tué. Étoile de Feu et Étoile Filante forment une nouvelle alliance : le Clan du Lion. Le Clan du Lion part affronter le Clan du Tigre mais ils s'aperçoivent que celui-ci est renforcé par un nouveau clan : le Clan du Sang. Mais Étoile du Tigre se bat contre leur chef, Fléau, et se fait éventrer d'un simple coup de patte. Fléau annonce alors que la forêt est à lui et part avec son clan. Étoile de Feu et son clan se lance dans un entraînement intensif de trois jours. Le chat roux arrive à unir les quatre clans pour former un nouveau Clan du Lion destiné à battre le Clan du Sang.
Le troisième jour, le Clan du Lion déclare qu'il ne partira pas de la forêt et se battra contre le Clan du Sang. Dans le combat, Carcasse, le lieutenant de Fléau, tue Tornade Blanche. Il nomme Plume Grise comme nouveau lieutenant puis meurt. Les apprentis se vengent alors en tuant Carcasse. Étoile de Feu se bat alors en duel avec Fléau. Celui-ci tue le chef et Étoile de Feu use sa première vie. Mais il arrive à tuer Fléau et offre la victoire au Clan du Lion. Le Clan du Lion se dissout : Patte Noire devient le nouveau chef du Clan de l'Ombre et Patte de Brume lieutenante du Clan de la Rivière, désormais séparé de celui de l'Ombre. La prophétie se réalise et la paix s'installe dans la forêt.

## Effectifs des Clans

### Clan du Tonnerre
- Chef : Étoile de Feu - mâle au beau pelage roux
  - apprenti : Nuage Épineux
- Lieutenant : Tornade Blanche - grand chat blanc
- Guérisseuse : Museau Cendré - chatte gris foncé
- Guerriers (mâles et femelles sans petits)
- Éclair Noir : chat gris tigré de noir à la fourrure lustrée
  - apprentie : Nuage de Bruyère
- Pelage de Givre : chatte à la belle robe blanche et aux yeux bleus
- Longue Plume : chat crème rayé de brun
- Poil de Souris : petite chatte brun foncé
  - apprenti : Nuage d'Épines
- Pelage de Poussière : mâle au pelage moucheté brun foncé
  - apprenti : Nuage de Granit
- Tempête de Sable : chatte roux pâle
- Plume Grise : chat gris plutôt massif à poil long
- Poil de Fougère : mâle brun doré
  - apprentie : Nuage d'Or
- Bouton-d'Or : femelle roux pâle
- Flocon de Neige : chat blanc à poil long, fils de Princesse, neveu de Cœur de Feu
  - Apprentis (âgés d'au moins six lunes, initiés pour être guerriers)
- Sans Visage : chatte blanche au pelage constellé de taches rousses
- Nuage d'Épines : matou tacheté au poil brun doré
- Nuage de Granit : chat aux yeux bleu foncé et à la fourrure gris pâle constellé de taches plus foncé
- Nuage de Bruyère : chatte  aux yeux vert pâle et à la fourrure gris pâle constellé de taches plus foncé
- Nuage Épineux : chat au pelage sombre et tacheté aux yeux ambrés
- Nuage d'Or : chatte écaille de tortue, aux yeux verts
- Reines (femelles pleines ou en train d'allaiter)
- Fleur de Saule : femelle gris perle aux yeux d'un bleu remarquable
- Anciens (guerriers et reines âgés)
- Petite Oreille : matou gris aux oreilles minuscules, doyen du Clan
- Un-Œil : chatte gris perle, presque sourde et aveugle, doyenne du Clan
- Plume Cendrée : femelle écaille, très jolie autrefois
- Perce-Neige : chatte crème mouchetée

### Clan de l'Ombre
- Chef : Étoile du Tigre - grand mâle brun tacheté aux griffes très longues, ancien lieutenant du Clan du Tonnerre
- Lieutenant : Patte Noire - grand matou blanc aux longues pattes noires de jais, ancien chat errant
- Guérisseur : Rhume des Foins - chat gris et blanc de petite taille
- Guerriers :
- Bois de Chêne : matou brun de petite taille
- Petit Orage : chat très menu
- Fleur de Jais : femelle noire
- Flèche Grise : matou gris pommelé, ancien chat errant
- Feuille Rousse : femelle roux sombre, ancienne chatte errante
  - apprenti : Nuage de Cèdre
- Crocs Pointus : chat moucheté de très grande taille, ancien chat errant
  - apprenti : Nuage Fauve
- Reine :
- Fleur de Pavot : chatte tachetée brun clair haute sur pattes`

### Clan du Vent
- Chef : Étoile Filante - mâle noir et blanc à la queue très longue
- Lieutenant : Patte Folle - chat noir à la patte tordue
- Guérisseur : Écorce de Chêne - chat brun à la queue très courte
- Guerriers :
- Griffe de Pierre : mâle brun foncé au pelage pommelé
- Plume Noire : matou gris foncé au poil moucheté
- Oreille Balafrée : chat moucheté
- Pelage Doré : chatte au pelage brun doré
- Moustache : jeune chat brun tacheté
  - apprenti : Nuage d'Ajoncs
- Œil Vif : chatte gris clair au poil moucheté
- Reines :
- Patte Cendrée : chatte grise
- Belle-de-Jour : femelle écaille
- Aile Rousse : petite chatte blanche

Clan de la Rivière
- Chef : Étoile du Léopard - chatte au poil doré tacheté de noir
- Lieutenant : Pelage de Silex : chat gris au pelage couturé de cicatrices
  - apprenti : Nuage d'Orage
- Guérisseur : Patte de Pierre - chat brun clair à poil long
- Guerriers :
- Griffe Noire : mâle au pelage charbonneux
- Gros Ventre : mâle moucheté très trapu
  - apprentie : Nuage de l'Aube
- Patte de Brume : chatte gris-bleu foncé
  - apprentie : Nuage de Plume
- Ventre Affamé : chat brun foncé
- Reines :
- Pelage de Mousse : reine écaille-de-tortue
- Reine-des-Prés : chatte blanc crème

### Clan du sang
- Chef : Fléau : petit chat noir doté d'une patte blanche`
- Lieutenant : Carcasse : énorme chat noir et blanc

### Divers
- Ficelle : gros chaton noir et blanc qui habite une maison à la lisière du bois
- Gerboise : matou noir et blanc qui vit près d'une ferme, de l'autre coté de la forêt
- Nuage de Jais : petit matou noir très maigre avec une tache blanche sur la poitrine et une sur le bout de la queue, ancien apprenti du Clan du Tonnerre

## Version française
Le roman est traduit en langue française par Aude Carlier et publié en 2008. La version poche est sortie en 2010.